# 莱里塞
莱里塞（法語：Les Riceys，法語發音：[le ʁisɛ]），法国东北部市镇，位于大东部大区奥布省，隶属于特鲁瓦区，其市镇面积为42.93平方公里，2022年1月1日时人口数量为1,192人，在法国城市中排名第8,451位。
莱里塞位于奥布省东南部，与科多尔省接壤，其镇中心位于莱涅河畔，由三个名为“Ricey”的村落合并而成，是一个区域性的中心城市，多条公路在此交汇。莱里塞因当地的葡萄酒种植园而闻名，是巴尔丘产区的组成部分。

## 地名来源
根据法国地名学家阿尔贝·多扎的论述，“Ricey”可能出自拉丁语人名“Riccius”。

## 历史

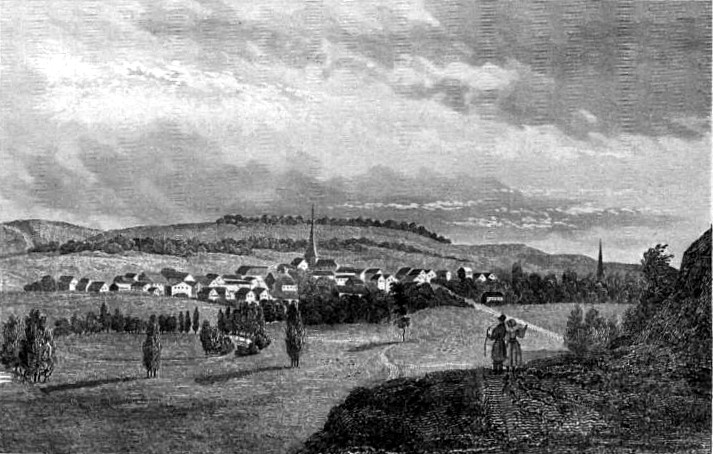
19世纪初的莱里塞

莱里塞的早期历史尚不清楚。根据当地旅游局官方网站的论述，莱里塞早在古典时期就已出现人类活动，彼时该地为林贡斯人的活动范围。中世纪中前期，莱涅河畔出现了六个小村庄。中世纪中期，该区域长期处于勃艮第和香槟两个伯国的争夺范围。英法百年战争期间，里塞地区遭到严重的破坏。战争结束后，里塞地区形成了Ricey-Haut、Ricey-Bas和Ricey-Haute-Rive三个村落，并各自出现了教堂及葡萄酒种植园。法国大革命后，三个村落合并为莱里塞，成为奥布省的一个市镇。至19世纪中期以来，莱里塞人口数量逐年下降。1901年，当地曾建成波利索—莱里塞和坎凡铁路，后于1952年关闭。

## 地理

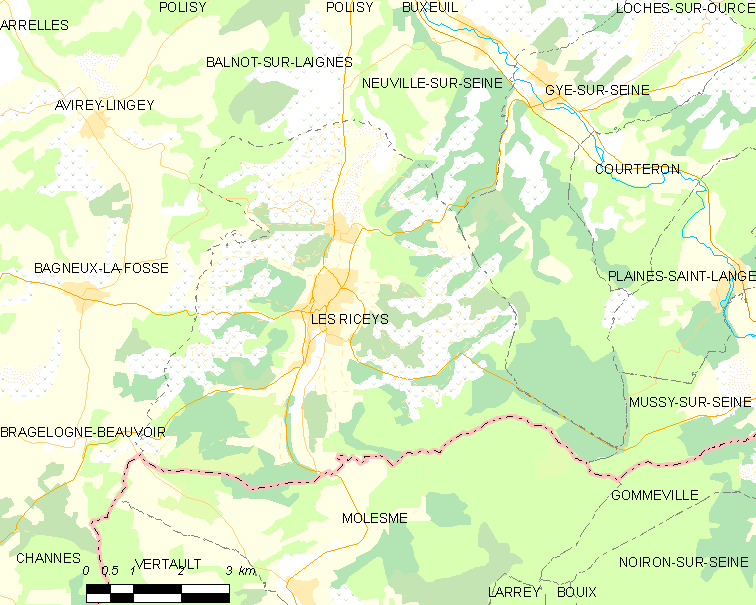
莱里塞市镇范围地图

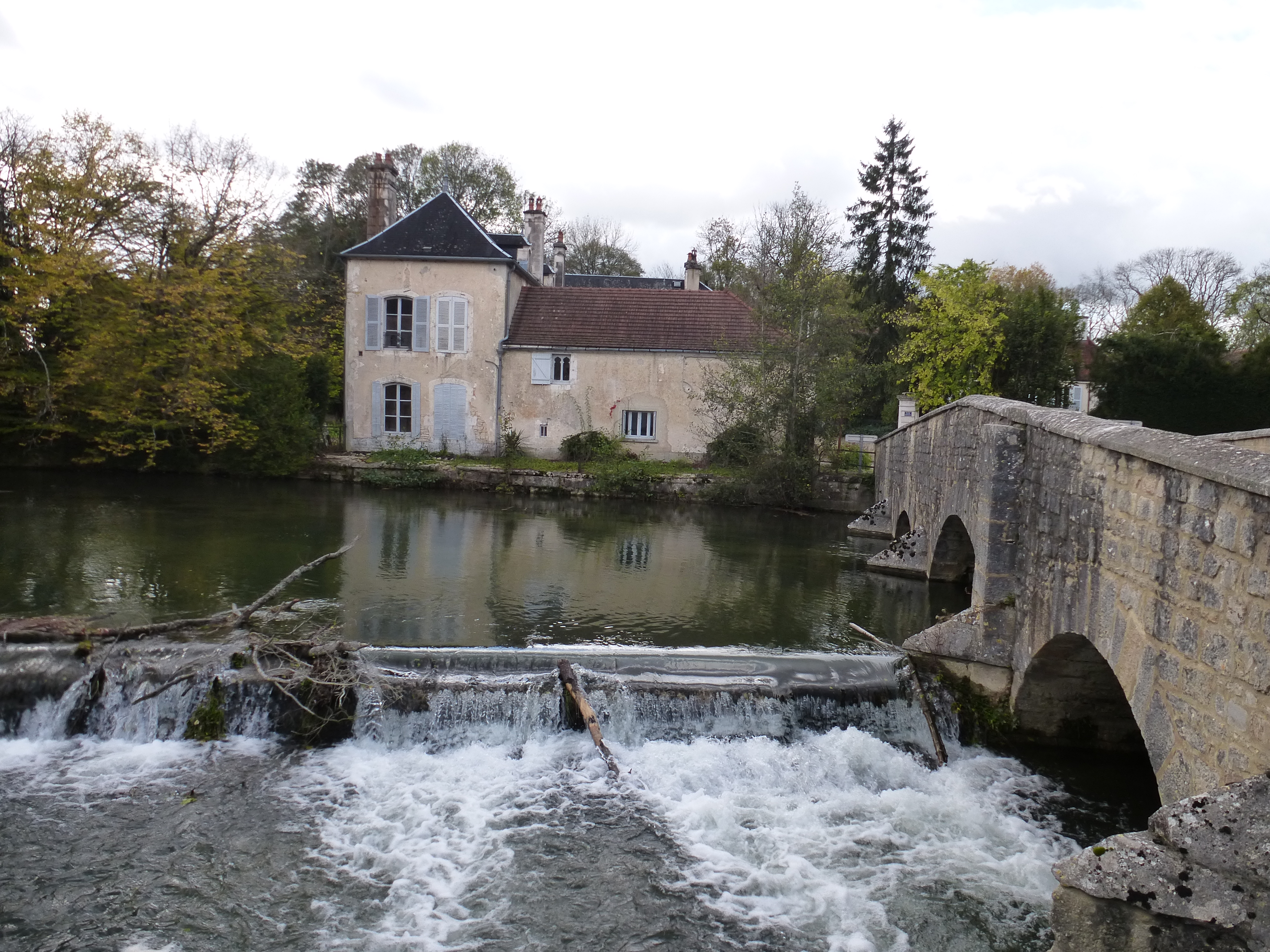
莱涅河莱里塞段

莱里塞位于法国东北部，大东部大区西南部和奥布省东南部，距离省会特鲁瓦大约47公里。与莱里塞接壤的市镇包括：阿维雷-兰热、巴涅拉福斯、布拉日洛涅-博瓦尔、莱涅河畔巴尔诺、塞纳河畔讷维尔、塞纳河畔日耶、莫莱姆和塞纳河畔米西。

### 地形
莱里塞位于香槟巴鲁瓦地区腹地，境内以浅丘为主，市镇中心地势较为平坦，东西两侧为丘陵，部分区域有明显欺负，全境海拔在166到338米之间。

### 水文
莱里塞位于塞纳河流域范围内，莱涅河自南向北呈辫状穿越镇中心。

### 植被
莱里塞属于温带阔叶混交林区，林地多分布于河流附近，浅丘地带大片被开辟为葡萄酒种植园，市区东西两侧分别为德瓦树林（Bois de Devoie）和洛兹内树林（Bois de L'Auzenet）。
在鲜花城市的评比中，莱里塞被评为3星级鲜花城市。

### 气候
莱里塞在柯本气候分类法中属于带有一定大陆性特征的温带海洋性气候（Cfb）。
莱里塞境内设有气象站，以下为该气象站的数据（其中日照数据取自特鲁瓦气象站）：
| 莱里塞 1981年－2019年 | 莱里塞 1981年－2019年 | 莱里塞 1981年－2019年 | 莱里塞 1981年－2019年 | 莱里塞 1981年－2019年 | 莱里塞 1981年－2019年 | 莱里塞 1981年－2019年 | 莱里塞 1981年－2019年 | 莱里塞 1981年－2019年 | 莱里塞 1981年－2019年 | 莱里塞 1981年－2019年 | 莱里塞 1981年－2019年 | 莱里塞 1981年－2019年 | 莱里塞 1981年－2019年 |
| 月份                  | 1月                   | 2月                   | 3月                   | 4月                   | 5月                   | 6月                   | 7月                   | 8月                   | 9月                   | 10月                  | 11月                  | 12月                  | 全年                  |
| --------------------- | --------------------- | --------------------- | --------------------- | --------------------- | --------------------- | --------------------- | --------------------- | --------------------- | --------------------- | --------------------- | --------------------- | --------------------- | --------------------- |
| 历史最高温 °C（°F）   | 17.3 (63.1)           | 21.4 (70.5)           | 26 (79)               | 30 (86)               | 33.3 (91.9)           | 38.3 (100.9)          | 40 (104)              | 41.1 (106.0)          | 33.5 (92.3)           | 29.5 (85.1)           | 23.6 (74.5)           | 18.5 (65.3)           | 41.1 (106.0)          |
| 平均高温 °C（°F）     | 6.1 (43.0)            | 7.8 (46.0)            | 12 (54)               | 15.6 (60.1)           | 20 (68)               | 23.3 (73.9)           | 26.5 (79.7)           | 25.9 (78.6)           | 21.5 (70.7)           | 16.3 (61.3)           | 10.1 (50.2)           | 6.6 (43.9)            | 16 (61)               |
| 日均气温 °C（°F）     | 2.8 (37.0)            | 3.5 (38.3)            | 6.8 (44.2)            | 9.5 (49.1)            | 13.7 (56.7)           | 17 (63)               | 19.5 (67.1)           | 19 (66)               | 15.3 (59.5)           | 11.4 (52.5)           | 6.4 (43.5)            | 3.5 (38.3)            | 10.7 (51.3)           |
| 平均低温 °C（°F）     | −0.5 (31.1)           | −0.8 (30.6)           | 1.6 (34.9)            | 3.4 (38.1)            | 7.5 (45.5)            | 10.6 (51.1)           | 12.6 (54.7)           | 12.2 (54.0)           | 9.2 (48.6)            | 6.5 (43.7)            | 2.7 (36.9)            | 0.5 (32.9)            | 5.5 (41.9)            |
| 历史最低温 °C（°F）   | −22 (−8)              | −21.5 (−6.7)          | −16.2 (2.8)           | −9 (16)               | −4 (25)               | −0.5 (31.1)           | 3 (37)                | 1.5 (34.7)            | −2.8 (27.0)           | −7.4 (18.7)           | −11.8 (10.8)          | −18.5 (−1.3)          | −22 (−8)              |
| 平均降水量 mm（）     | 75 (3.0)              | 59.6 (2.35)           | 63.6 (2.50)           | 61.7 (2.43)           | 75.1 (2.96)           | 67.1 (2.64)           | 64.2 (2.53)           | 56.1 (2.21)           | 67.7 (2.67)           | 76.9 (3.03)           | 74.9 (2.95)           | 82.6 (3.25)           | 824.5 (32.46)         |
| 月均日照時數          | 68.6                  | 88.3                  | 143.8                 | 184.8                 | 215                   | 229.4                 | 235.5                 | 228.2                 | 179.2                 | 123.6                 | 66.6                  | 53.6                  | 1,816.6               |
| 来源：infoclimat.fr   |                       |                       |                       |                       |                       |                       |                       |                       |                       |                       |                       |                       |                       |

## 行政区划
莱里塞的市镇编号为10317，邮政编号为10340。
在行政管理方面，莱里塞隶属于法国大东部大区奥布省特鲁瓦区；在地方选举方面，莱里塞是莱里塞县的中央投票站所在地，其市镇范围全境被划入奥布省第二选区；在社会管理方面，莱里塞是香槟巴尔塞卡奈市镇公共社区的组成部分。
截至2023年11月，莱里塞市镇范围内暂无任何城市敏感街区及城市政策优先街区。
法国国家统计与经济研究所（简称）在进行数据统计时，未将莱里塞划入任何城市核心区（Unité urbaine）、城市区（Aire urbaine）及城市辐射区（Aire d'attraction）内。此外，还将莱里塞市镇整体看作一个“块区”（IRIS），以便于统计人口分布情况。

## 交通

### 公路
奥布省省道D17线、D70线、D142线、D452线和D453线在莱里塞境内交汇。大东部大区下属的奥布省城际客运的少量校车班次经停莱里塞，可通往塞纳河畔巴尔。
| 22 | 25 |

| 特鲁瓦 | 47 |

| 塞纳河畔巴尔 | 15 |

| 莱涅 | 21 |

2020年，57.1%的莱里塞家庭拥有至少一辆私人汽车。2021年，莱里塞境内共发生各类交通事故1起，造成1人重伤。

### 铁路

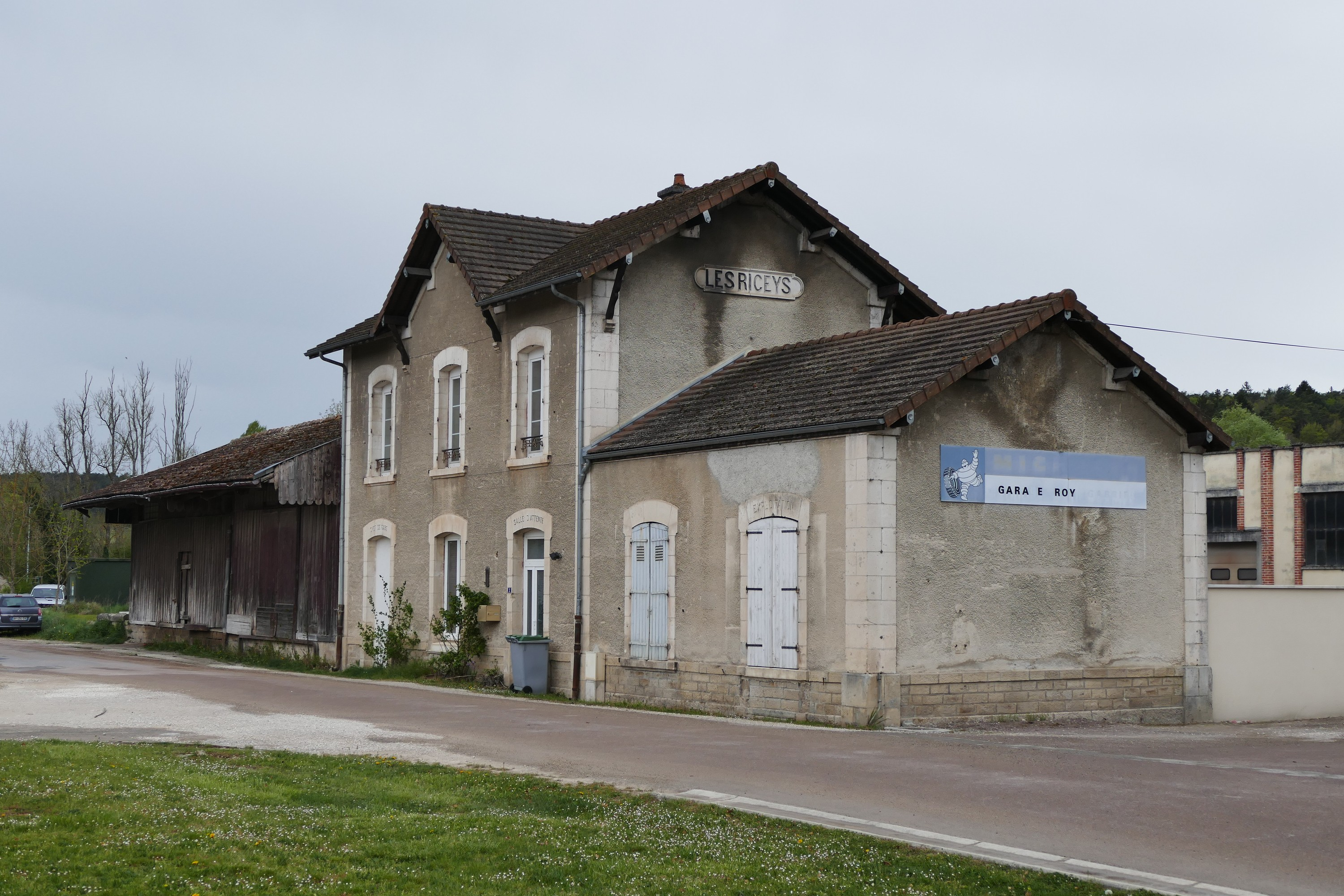
莱里塞火车站旧址

途经莱里塞的波利索—莱里塞和坎凡铁路已于1952年关闭。
距离莱里塞最近的运营中的客运铁路车站为33公路外的旺德夫尔站，该站停靠往返于巴黎和米卢斯一线的区域列车，另有少量班次可直通第戎。

### 航空
距离莱里塞最近的民用航空站为115公里外的巴黎-瓦特里机场。

### 城市公共交通
截至2023年11月，莱里塞暂无城市公共交通系统。

## 政治

### 市政内阁
莱里塞的现任市长为洛朗·努瓦罗先生（Laurent NOIROT），他是一名无党派人士，在2020年的市政选举中获得了54.82%的支持率。
| 莱里塞历届市长         | 莱里塞历届市长                      | 莱里塞历届市长                             |
| 任期                   | 市长                                | 党派                                       |
| ---------------------- | ----------------------------------- | ------------------------------------------ |
| （1989年以前资料暂缺） |                                     |                                            |
| 1989年－2020年         | Jean-Claude MATHIS 让-克洛德·马蒂斯 | RPR保衛共和聯盟 →UMP人民运动联盟 →LR共和黨 |
| 2020年－               | Laurent NOIROT 洛朗·努瓦罗          | 無黨籍                                     |

### 各级选举
| 莱里塞历届投票选举结果 | 莱里塞历届投票选举结果 | 莱里塞历届投票选举结果 | 莱里塞历届投票选举结果 | 莱里塞历届投票选举结果               | 莱里塞历届投票选举结果 | 莱里塞历届投票选举结果 | 莱里塞历届投票选举结果               | 莱里塞历届投票选举结果 | 莱里塞历届投票选举结果 |
| 选举项目               | 选举范围               | 选区单位               | 选区单位内的选举结果   | 选区单位内的选举结果                 | 选区单位内的选举结果   | 选区单位内的选举结果   | 选区单位内的选举结果                 | 选区单位内的选举结果   | 参考资料               |
| 选举项目               | 选举范围               | 选区单位               | 第一轮胜出者           | 第一轮胜出者                         | 支持率                 | 第二轮胜出者           | 第二轮胜出者                         | 支持率                 | 参考资料               |
| ---------------------- | ---------------------- | ---------------------- | ---------------------- | ------------------------------------ | ---------------------- | ---------------------- | ------------------------------------ | ---------------------- | ---------------------- |
| 2017年法國總統選舉     | 法國                   | 市镇                   |                        | 弗朗索瓦·菲永                        | 39.62%                 |                        | 玛丽娜·勒庞                          | 55.61%                 | [ 21 ]                 |
| 2017年法国立法选举     | 奥布省第二选区         | 市镇                   |                        | 瓦莱丽·巴赞-马尔格拉                 | 50.35%                 |                        | 瓦莱丽·巴赞-马尔格拉                 | 69.8%                  | [ 21 ]                 |
| 2019年欧洲议会选举     | 法國                   | 市镇                   |                        | 若尔丹·巴尔代拉                      | 36.01%                 | （不适用）             | （不适用）                           | （不适用）             | [ 23 ]                 |
| 2021年法国省级选举     | 奥布省                 | 县                     |                        | 让-米歇尔·于费尔 克里斯蒂娜·帕特鲁瓦 | 48.64%                 |                        | 让-米歇尔·于费尔 克里斯蒂娜·帕特鲁瓦 | 65.9%                  | [ 24 ]                 |
| 2021年法国省级选举     | 奥布省                 | 市镇                   |                        | 让-米歇尔·于费尔 克里斯蒂娜·帕特鲁瓦 | 58.78%                 |                        | 让-米歇尔·于费尔 克里斯蒂娜·帕特鲁瓦 | 70.19%                 | [ 24 ]                 |
| 2021年法国大区选举     | 大東部大區             | 市镇                   |                        | 让·罗特纳                            | 50.19%                 |                        | 让·罗特纳                            | 54.78%                 | [ 25 ]                 |
| 2022年法国总统选举     | 法國                   | 市镇                   |                        | 玛丽娜·勒庞                          | 33.07%                 |                        | 玛丽娜·勒庞                          | 56.57%                 | [ 21 ]                 |
| 2022年法国立法选举     | 奥布省第二选区         | 市镇                   |                        | 瓦莱丽·巴赞-马尔格拉                 | 58.64%                 |                        | 瓦莱丽·巴赞-马尔格拉                 | 74.27%                 | [ 21 ]                 |

## 人口
2020年，莱里塞市镇人口数量为1,207，在法国排名第8,451位。其中男性562人，女性645人，75岁及以上人口占12.1%，外籍人口数量为14人，人口密度为28人/平方公里，当地居民被称为（男性）或（女性）。2021年，莱里塞境内出生7人，死亡人口23人。
| 莱里塞1901年－2020年人口变化情况 |
|                                  |
| 数据来源：Cassini、INSEE         |

## 经济
莱里塞是一个区域性的中心市镇。截至2023年11月，莱里塞市镇范围内共有各类用人单位（包含自雇）562家，平均历史为21年，其中95.97%为中小型企业（PME），2023年9月至11月间，当地的经济活力指数为0.18%。（葡萄酒销售）、（葡萄酒酿造）及（葡萄酒酿造）是当地2021年营业额最高的三个企业，分别为17,075,187欧元、1,973,600欧元和798,081欧元。

## 财政与居民收入
2021年，莱里塞的财政收入总额为1,556,500欧元，财政支出总额为1,113,940欧元，当年的债务总额为174,790欧元。2021年，莱里塞市镇通过增值税获得215,950欧元的收入，此外当地还共获得了330,980欧元的国家直接财政补助。
2019年，莱里塞的人均月收入总额为3,124欧元，高于法国平均水平（2,303欧元）。
2020年，莱里塞境内的青壮年（15至64岁）失业率为9.0%；2022年，当地49.0%的家庭拥有纳税资格，平均纳税7,263欧元，高于法国平均水平（4,393欧元）。

## 社会事务

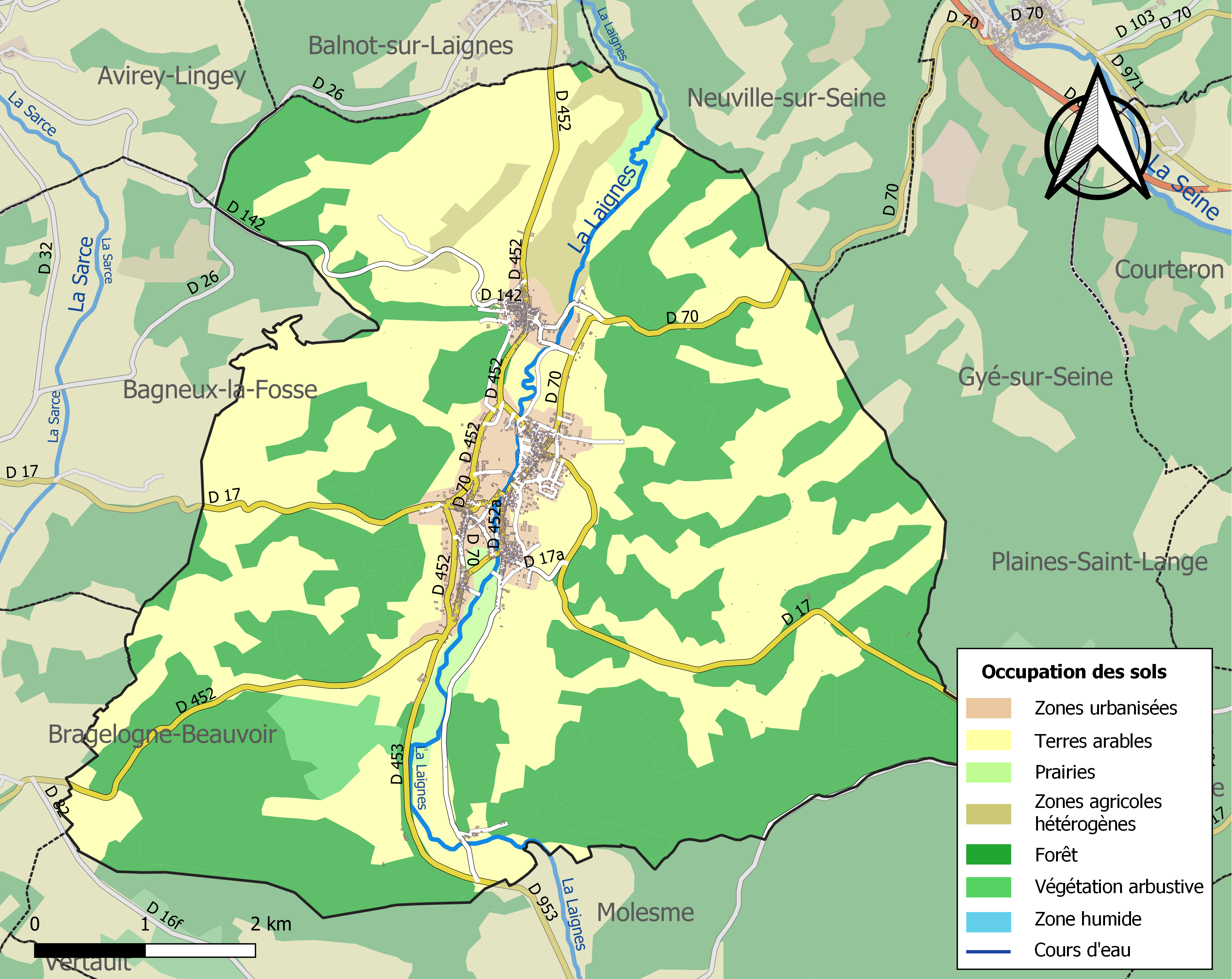
莱里塞土地利用情况地图

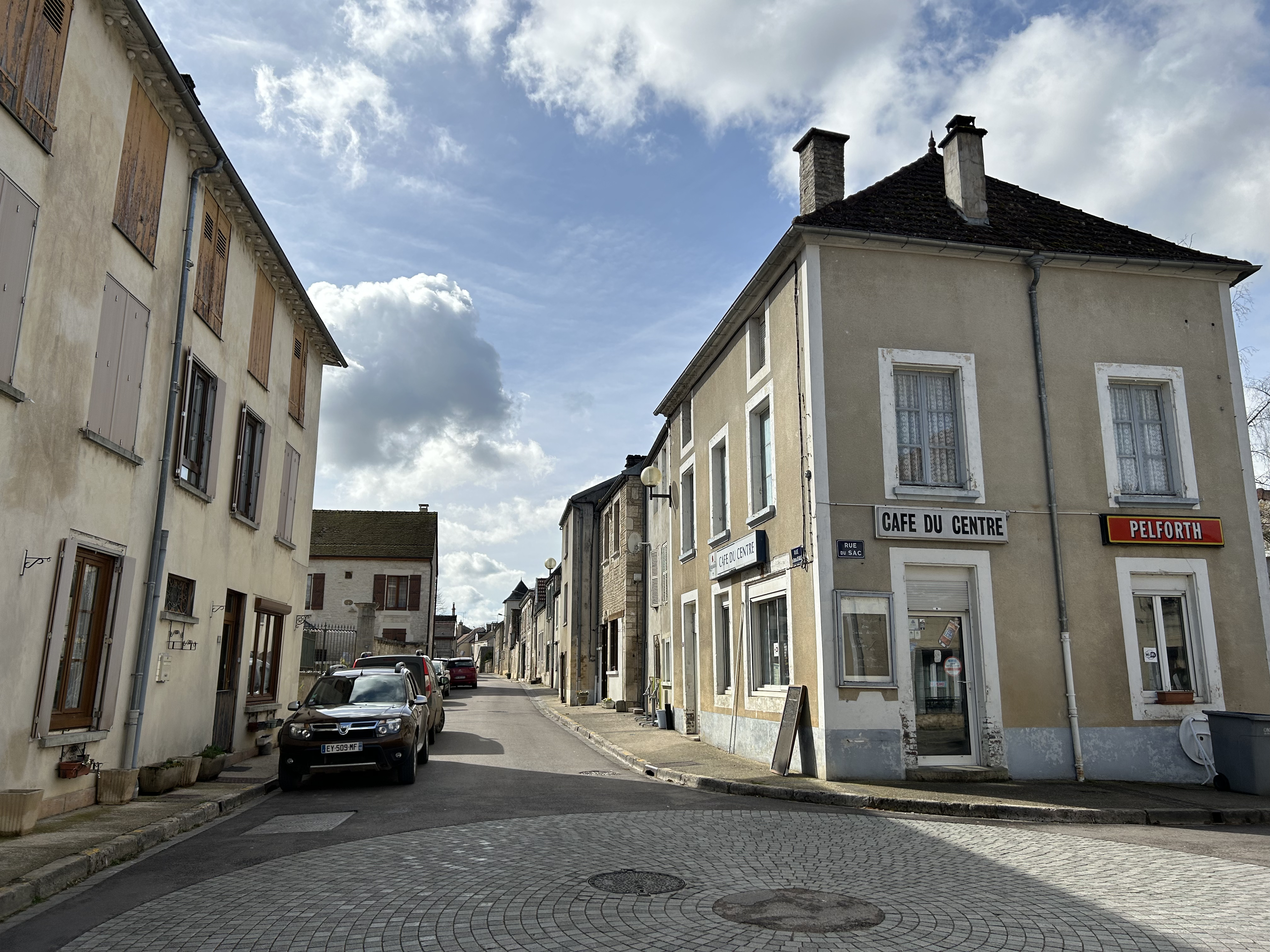
戴高乐将军街

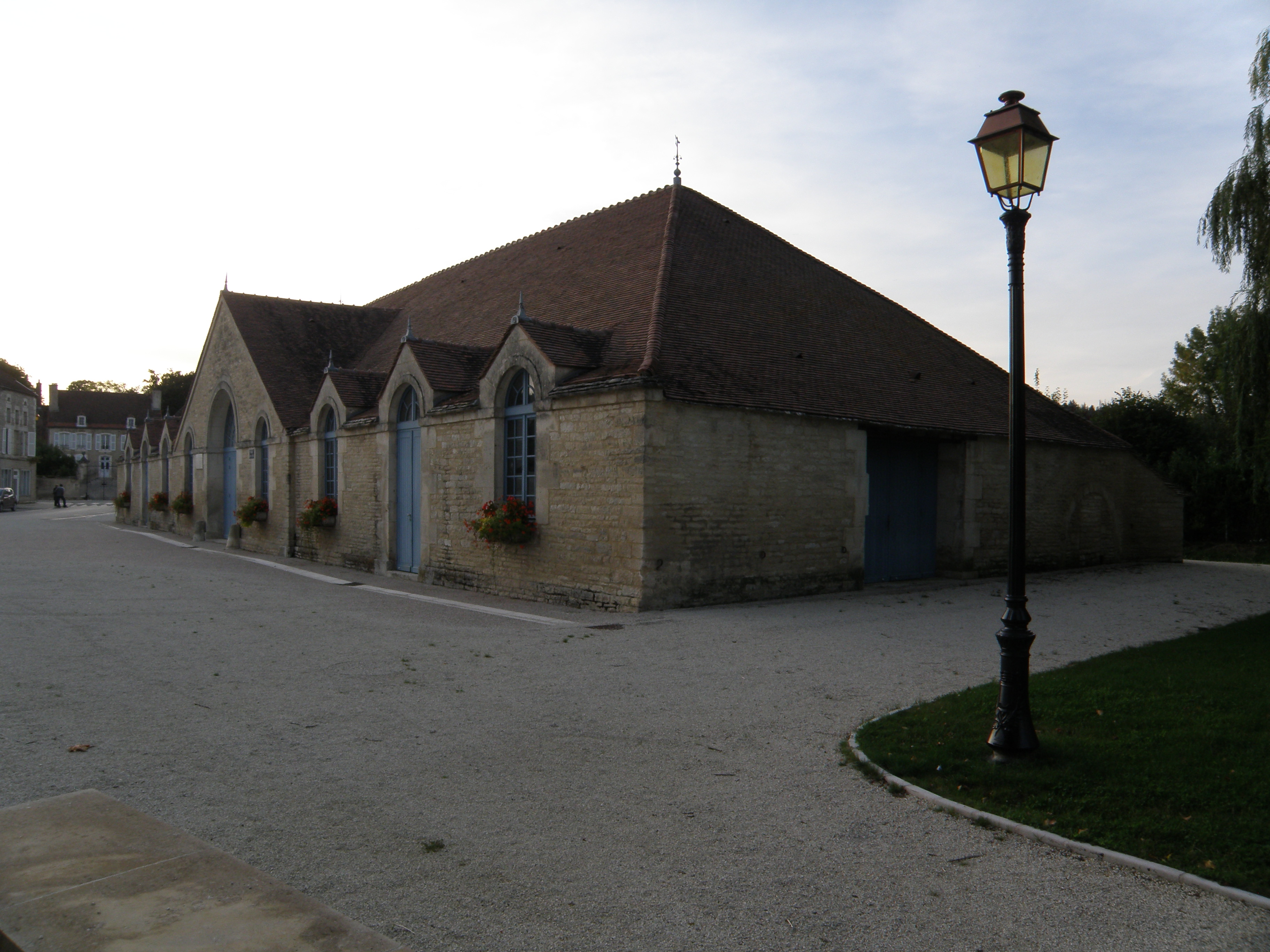
上里塞大堂

### 教育
莱里塞属于兰斯学区。截至2021年1月1日，莱里塞境内共有1所小学。

### 医疗
截至2021年1月1日，莱里塞境内共有全科医生2名、保健师1名、牙医4名、护士4名、药房1家、养老院1家。
距离莱里塞最近的区域性医疗机构为塞纳河畔巴尔中心医院（Centre Hospitalier de Bar-sur-Seine），其主病区医院位于塞纳河畔巴尔北部，距离莱里塞市区的正常车程大约17分钟，该院设有床位238个。

### 住房
2020年，莱里塞境内共有各类住房853套，其中93.2%为独立式居民区，6.2%为集中式居民区。常住房屋占莱里塞市镇范围内居民建筑总量的67.2%。
在住房保障政策方面，2022年，莱里塞境内共有42户家庭获得了住房经济补助，受益人数占总人口数量的3.7%，其中55份为房租补助。

### 商业
2021年，莱里塞境内共有各类实体商铺25家，其中大型超市2家、面包房2家、肉铺1家、装饰品店1家、银行门店1家、美容美发店2家、汽车维修店3家。莱里塞北部建有一家Spar超市。

### 体育
2021年，莱里塞境内共有1处网球场、2处足球或橄榄球场。
截至2023年11月，莱里塞体育-足球俱乐部（Riceys sport - section foot，编号552299）是莱里塞境内唯一的一家注册足球俱乐部，其主队2023至2024赛季参加奥布省足球联赛丙组（法国第十一级别），其主场为圣樊尚公园球场（Stade du Parc St Vincent）。

### 环境
莱里塞的环境事务由其所属的香槟巴尔塞卡奈市镇公共社区联合各级政府协调负责。2021年，莱里塞境内暂无污染企业。

### 治安
2021年，莱里塞市镇范围内有1处宪兵队。
莱里塞及其附近的共162个市镇是奥布河畔巴尔国家宪兵队（zone gendarmerie de Bar-sur-Aube）的管辖范围。2020年，该宪兵队累计记录各类案件1,967起，其中盗窃类案件950起，经济类案件202起，毒品交易类案件76起。

## 文化
2021年，莱里塞境内暂无任何文化设施。莱里塞境内建有市政多媒体中心（Médiathèque municipale），每周二、三、六向公众开放。

### 建筑
莱里塞境内有多处历史建筑，其中下里塞城堡、圣伯多禄教堂等为法国国家文物保护单位等，教堂则是当地的地标性建筑物。

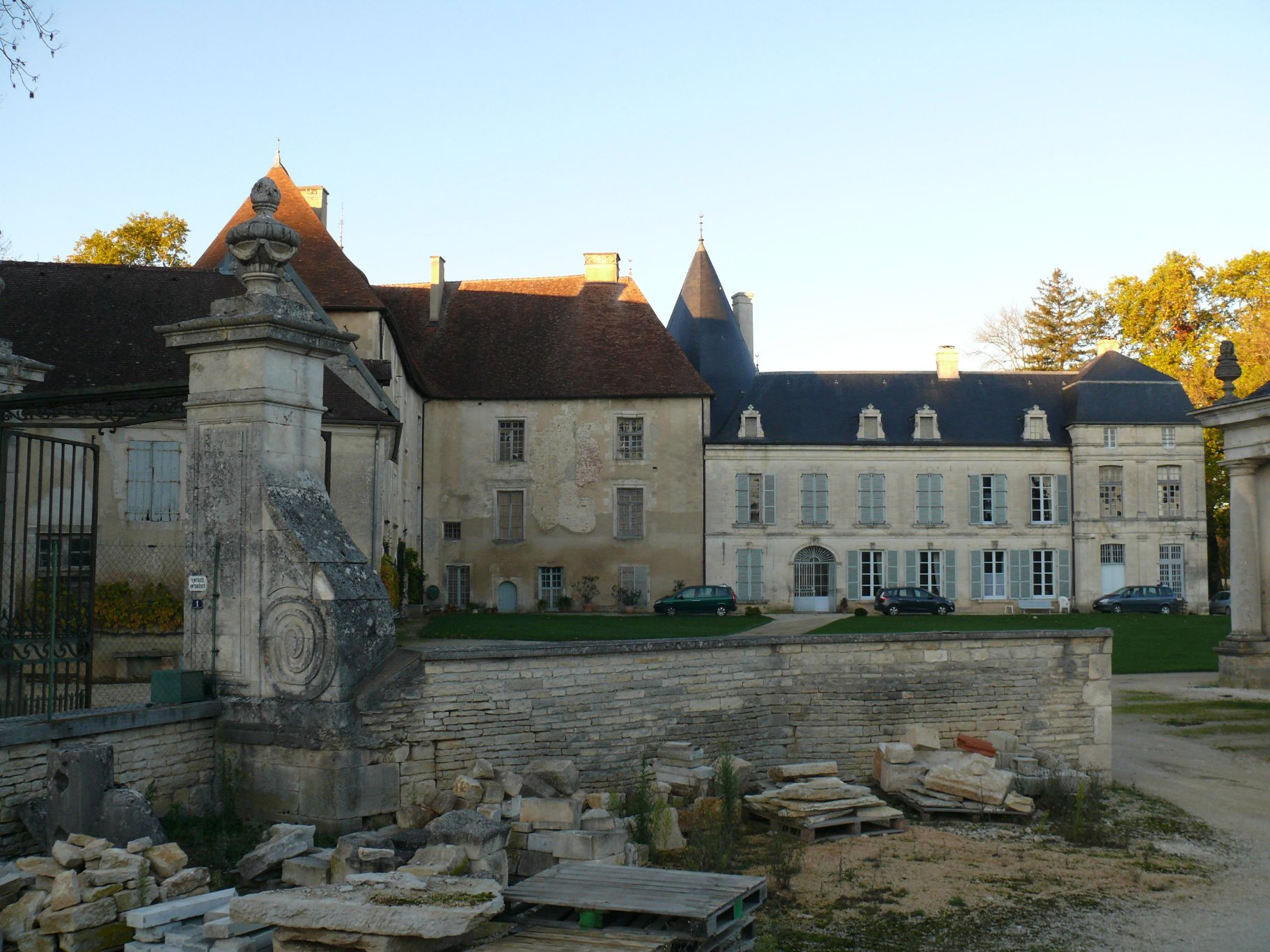
下里塞城堡（法语：Château de Ricey-Bas）
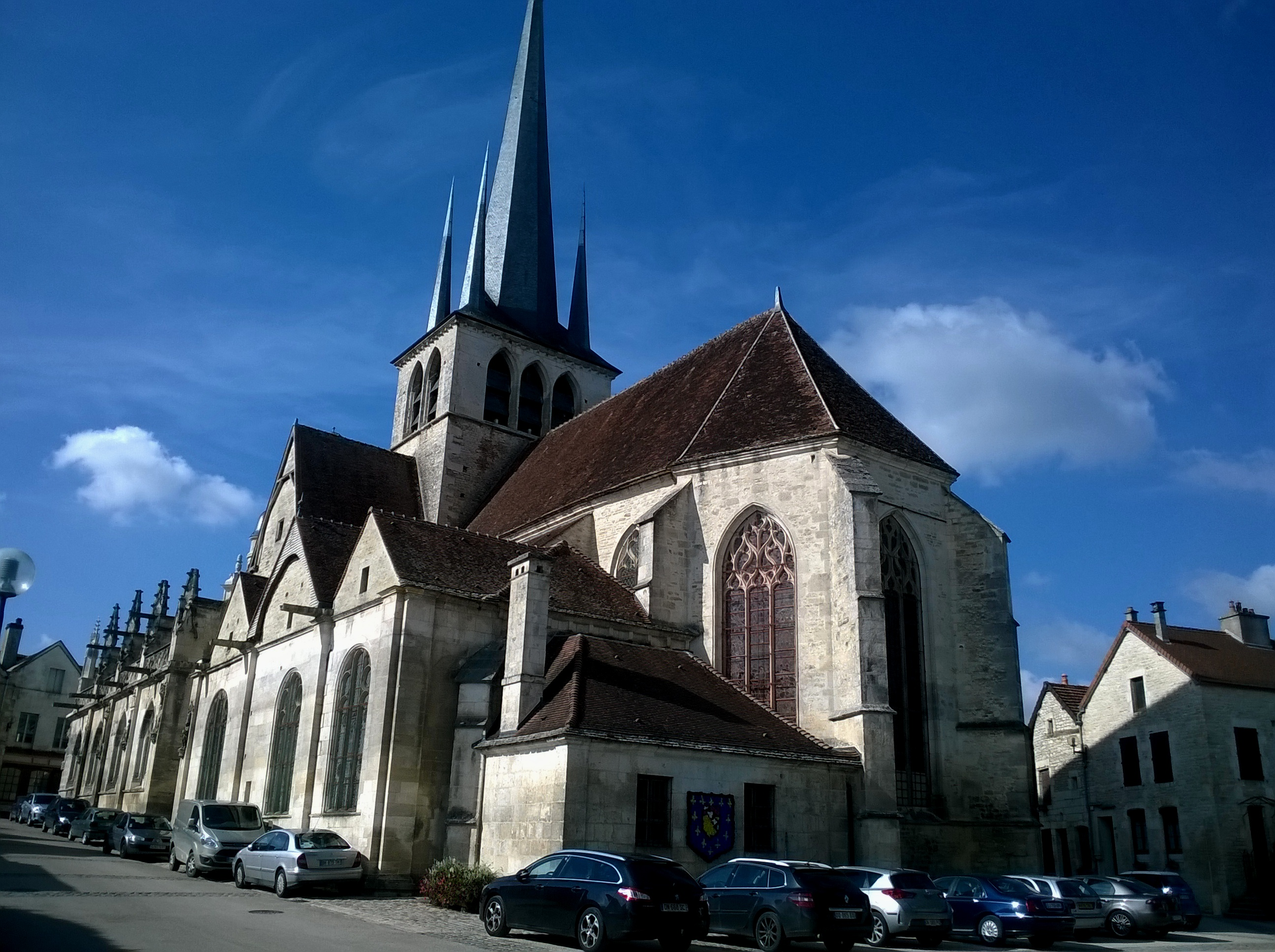
圣伯多禄教堂（法语：Église Saint-Pierre-ès-Liens de Ricey-Bas）
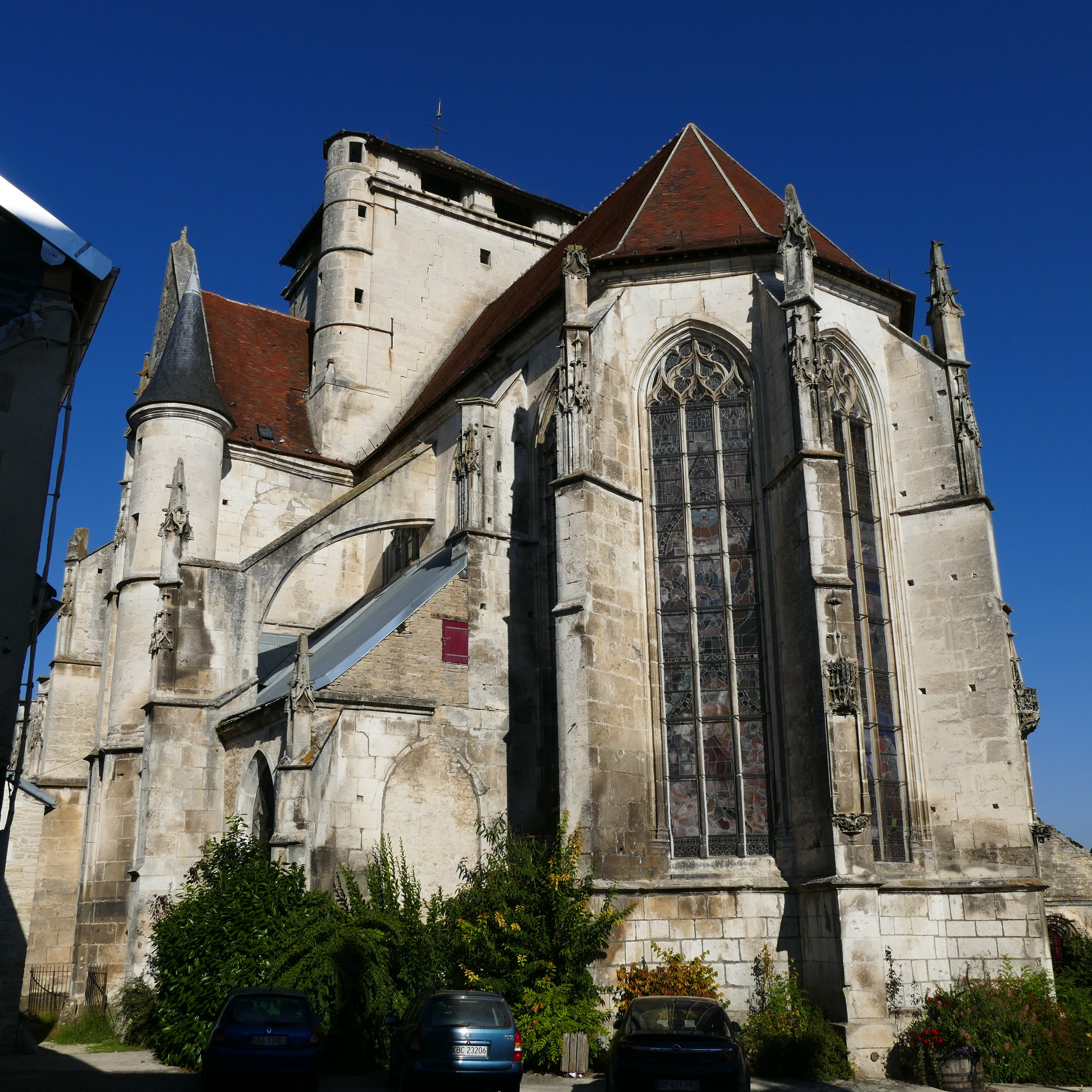
施洗约翰教堂
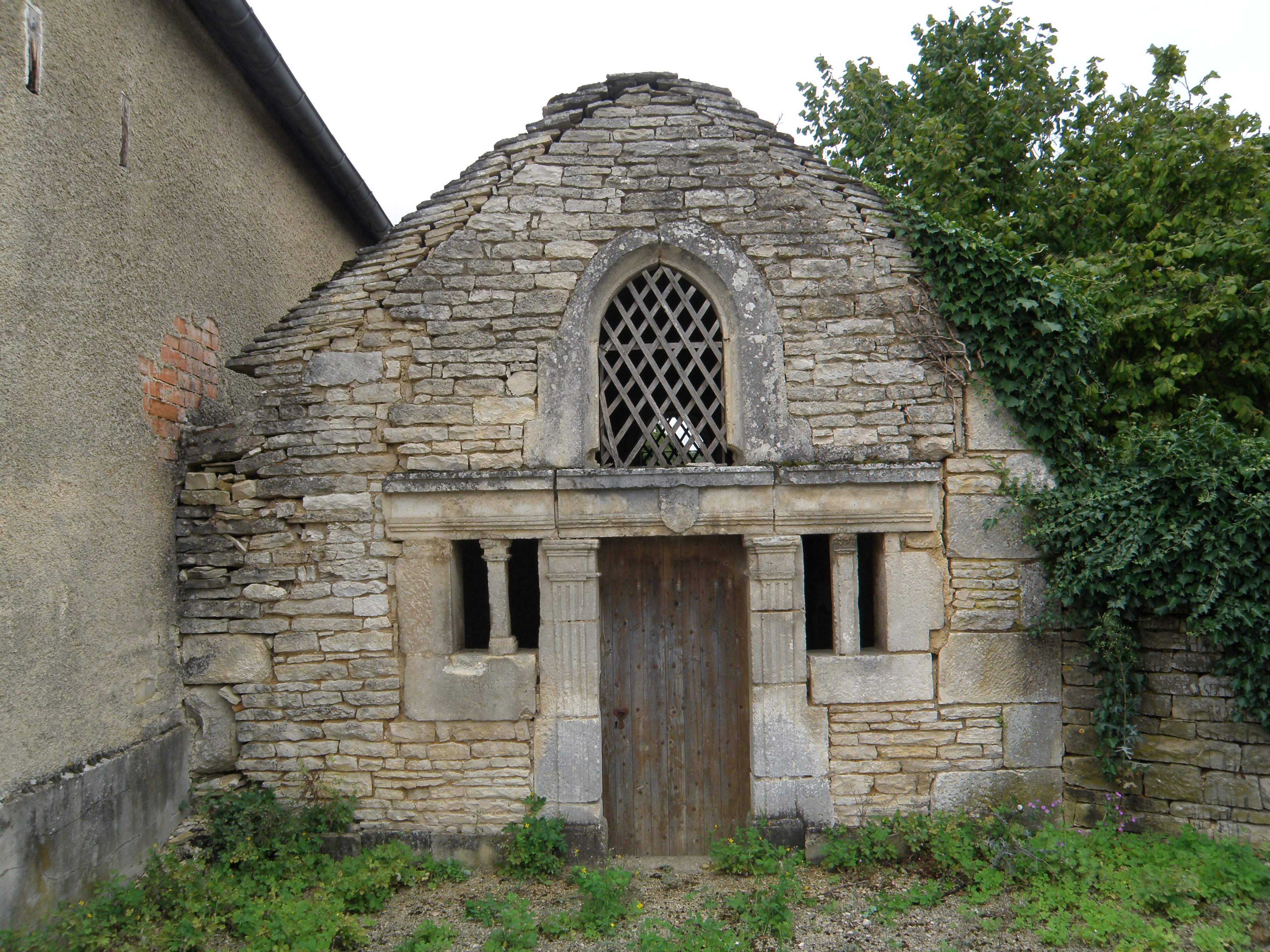
圣塞巴斯蒂安小教堂
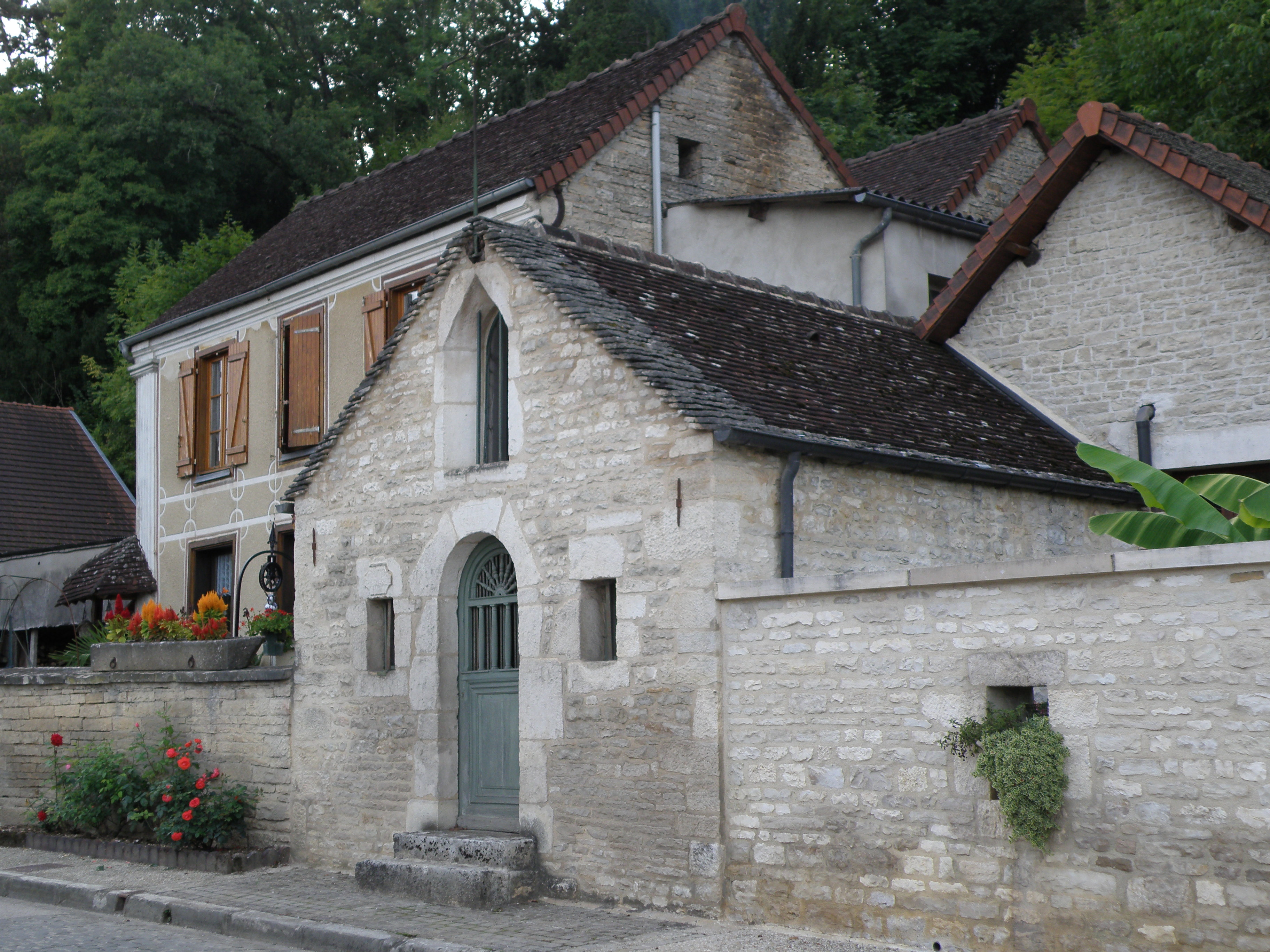
圣萨比娜小教堂
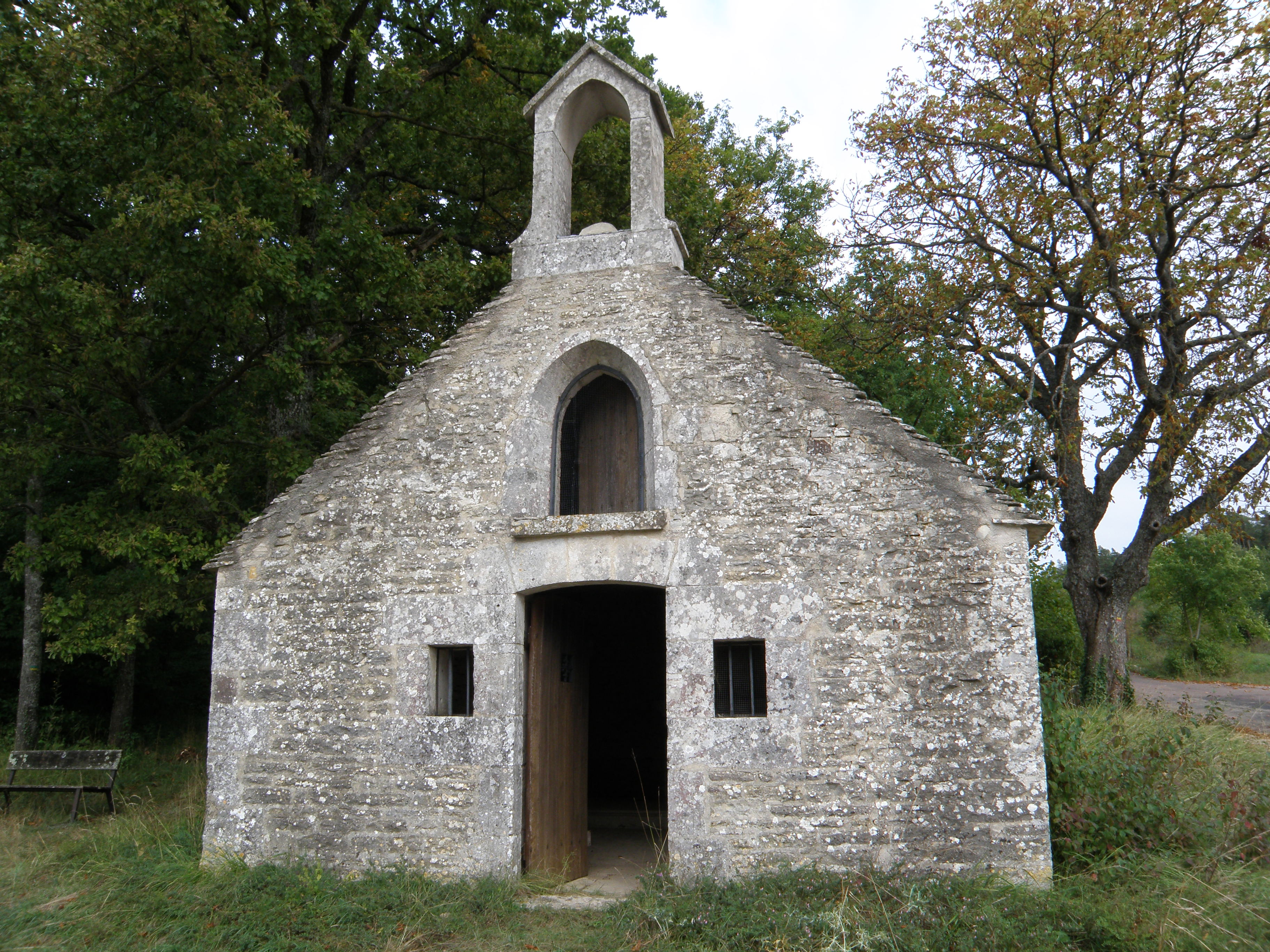
圣雅各小教堂
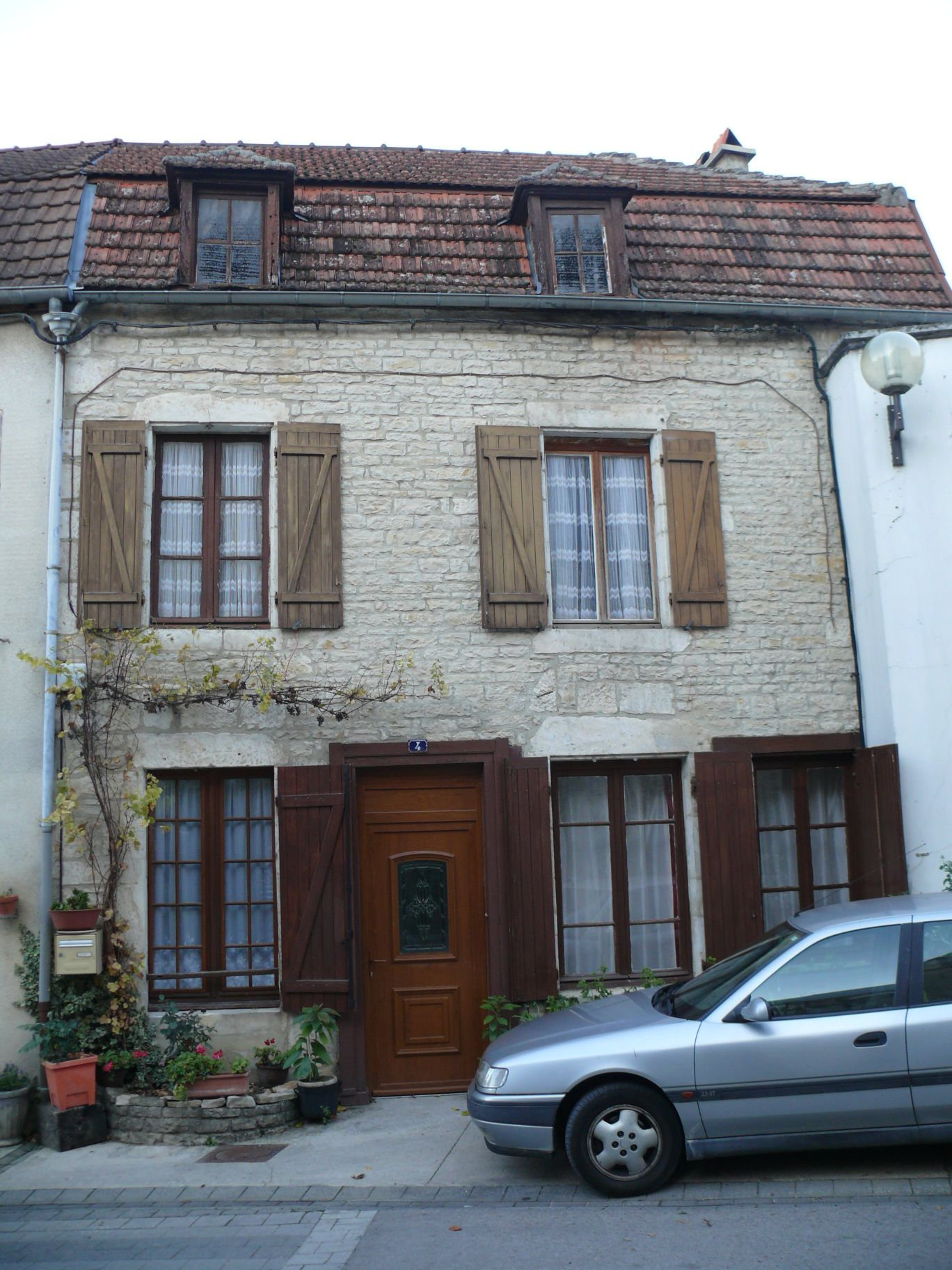
一处民居

### 旅游
莱里塞的旅游事务由其所属的香槟巴尔塞卡奈市镇公共社区负责。2023年，莱里塞境内共有2家酒店共计23间房间。

### 媒体
法国主要的媒体均可在莱里塞接收，法国电视三台下属的大东部大区频道在部分时段播出莱里塞所在奥布省的地方新闻。Canal 32电视台、香槟广播、蓝色法兰西香槟-阿登广播、《东部光明报》等是当地主要的地方性媒体。

## 相关人物
法国画家埃德姆·凯纳代出生于莱里塞。

## 友好城市
截至2023年11月，莱里塞暂未建立任何友好城市关系。